# Abashiri (stad)
Abashiri (Japans: 網走市, Abashiri-shi) is een stad in de subprefectuur Okhotsk in Hokkai-dō in Japan. De stad is bekend vanwege de Abashiri-gevangenis, een gebouw uit de Meiji-periode dat gebruikt werd voor het opsluiten van politieke gevangenen. Tegenwoordig is de oude gevangenis een museum geworden.

## Partnersteden
- Port Alberni in Brits-Columbia, Canada. Tussen Abashiri en Port Alberni worden elk jaar uitwisselingsprogramma's georganiseerd voor studenten.